# Fort Washington (Pennsylvania)
Fort Washington è un census-designated place (CDP) degli Stati Uniti d'America situato nello stato della Pennsylvania, nella contea di Montgomery.